# Indvielse af Hjerl Hede
Indvielse af Hjerl Hede er en dansk dokumentarisk optagelse fra 1932 af indvielsen af frilandsmuseet Hjerl Hede.

## Handling
Omkring 10.000 mennesker er mødt frem til indvielsen af 'Den gamle Landsby' på Hjerl Hede i juli 1932. Vi ser demonstration af studekørsel, løbebinding (halmkurve), limebinding af rævlingris (fejekoste) og vaskning af uldtøj med bankefjæl. Jacob Smed på 88 år smeder plovjern. 
Toggerfiskeri i Vadsø: garnet sættes ud, manden pulser, og fiskene går i garnet. Der graves hedetørv.